# Jasper de Laat
Jasper de Laat (né le 17 février 1994) est un coureur cycliste néerlandais.

## Biographie
En 2017, Jasper de Laat rejoint l'équipe continentale Metec-TKH-Mantel. Après un stage d'entraînement à Faro, il se distingue rapidement en terminant troisième et meilleur jeune du Tour de l'Alentejo.

## Palmarès et résultats

### Palmarès par année
- 2016
  - 2e du Circuit de Campine
- 2017
  - Oss Winter
  - 3e du Tour de l'Alentejo
- 2018
  - Oss Winter
- 2020
  - Tour d'Usquert
- 2021
  - Tour d'Utrecht
- 2023
  - Wielerdag van Monster
- 2024
  - Ronde van Standdaarbuiten

### Classements mondiaux
| Année           | 2016   | 2017 |
| --------------- | ------ | ---- |
| UCI Europe Tour | 1 099e | 375e |